# قبرستان آنگلو رویویو

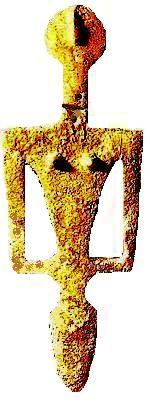
یک مجسمه پرنوراژی الهه مادر.

قبرستان آنگلو رویویو (انگلیسی: Necropolis of Anghelu Ruju) یک قبرستان در محوطه باستانی مربوط به تمدن نوراجیکا در قسمتی از جزیره ساردینیا در شمال شهر الگرو کناره جاده استانی ۴۲ در استان ساساری است.

## شرح
این محل از وسیع‌ترین قبرستان‌ها است که در قسمتی از جزیره ساردینیا در ایتالیا که مربوط به تمدن نوراجیکا می‌باشد.
این قبرستان در سال ۱۹۰۳ به‌طور اتفاقی طی یک حفاری جهت ساخت یک خانه خصوصی در محدوده یک کمپانی تولید شراب به اسم «سلا و موسکا» که مقر آن در شهر الگرو می‌باشد؛ کشف شد.
در طول همین حفاری تعدادی از جمجمه‌های انسان و ظروف سه‌پایه آنتیک که برای گرم کردن آب از آنها استفاده می‌کردند، کشف شدند.
بدنبال همین اکتشافات باستانی  آنتونیو تاراملی یک باستان‌شناس ایتالیایی یکسال بعد اولین حفاریها را در ۱۰ محل دوموس د یاناس (بناهایی که در آن قبرهای قدیمی مربوط به ماقبل تاریخ که از حفاری تخته سنگهای ساردنیای نوراجیکا پیدا شده) انجام داد.
بدنبال همین حفاریها ۲۱ مورد دیگر در آن دوران برجسته شدند و در جستجوهای دیگر ۳۸ مورد دوموس کشف شدند. در طول این حفاری تعداد زیادی قلم‌های سنگی که برای حفاری بکار برده می‌شدند در داخل قبرها پیدا شدند.
پیدایش تعداد زیادی اشیاء مانند گلدان؛ مجسمه‌های کوچک از زنان دوران کهن مذهبی؛ سلاحها؛ گردنبندهای بی‌شکل؛ و غیره می‌توانند این قبرستانها را به دوران آخر ما قبل تاریخ با فرهنگ نوراجیکا نسبت بدهند که مربوط به سالهای ۳۲۰۰ تا ۲۸۰۰ قبل از میلاد مسیح می‌باشند که می‌توانند گواهی بدهند که این اشیاء تا شروع عصر برنز و دوران نوسنگی و دوران مس‌سنگی استفاده می‌شدند. (فرهنگ ابه‌آلزو - فیلیگوزا؛ فرهنگ مونته کلارو؛ فرهنگ پیاله ناقوسی و فرهنگ بنانارو در تمدن وراجیکا هستند که به دوران ۲۸۰۰ و ۱۳۰۰ قبل از میلاد مسیح برمی‌گردد).
شهر مردگان ساخته شده از ۲ گروه ۷ و ۳۲ واحد از دوموس د یاناس ایپوگه می‌باشند که فقط یکی از آنها تک اتاقه در حالیکه بقیه به هم متصل هستند. تعداد اتاق در یکی از آنها به ۱۱ می‌رسند؛ که به شکل عمودی و افقی هستند، بطوریکه توسط یک اتاقک عمودی یا توسط یک راهروی بدون سقف با ارتفاعهای مختلف که در داخل زمین حفاری شده تقریباً همیشه برای ورود از پله‌های کوچک استفاده می‌شد در دسترس هستند.

## انسان‌شناسی فیزیکی
مطالعات انجام شده روی باقیمانده‌های انسان در شهر مردگان که مربوط به فرهنگ پیاله ناقوسی و فرهنگ بنانارو هستند؛ ۲ تیپ اصلی از انسان را شناسایی کردند یکی اکثریت (۸۴٪) بومی و دیگری اقلیت (۱۶٪) که شاخص نمونه ای از فرهنگ پیاله ناقوسی هستند که قد متوسط آنها بین ۱٬۶۲ متر با نوسان بین ۱٬۴۲ تا ۱٬۷۲ متر متغیر بوده‌است.

## نگارخانه

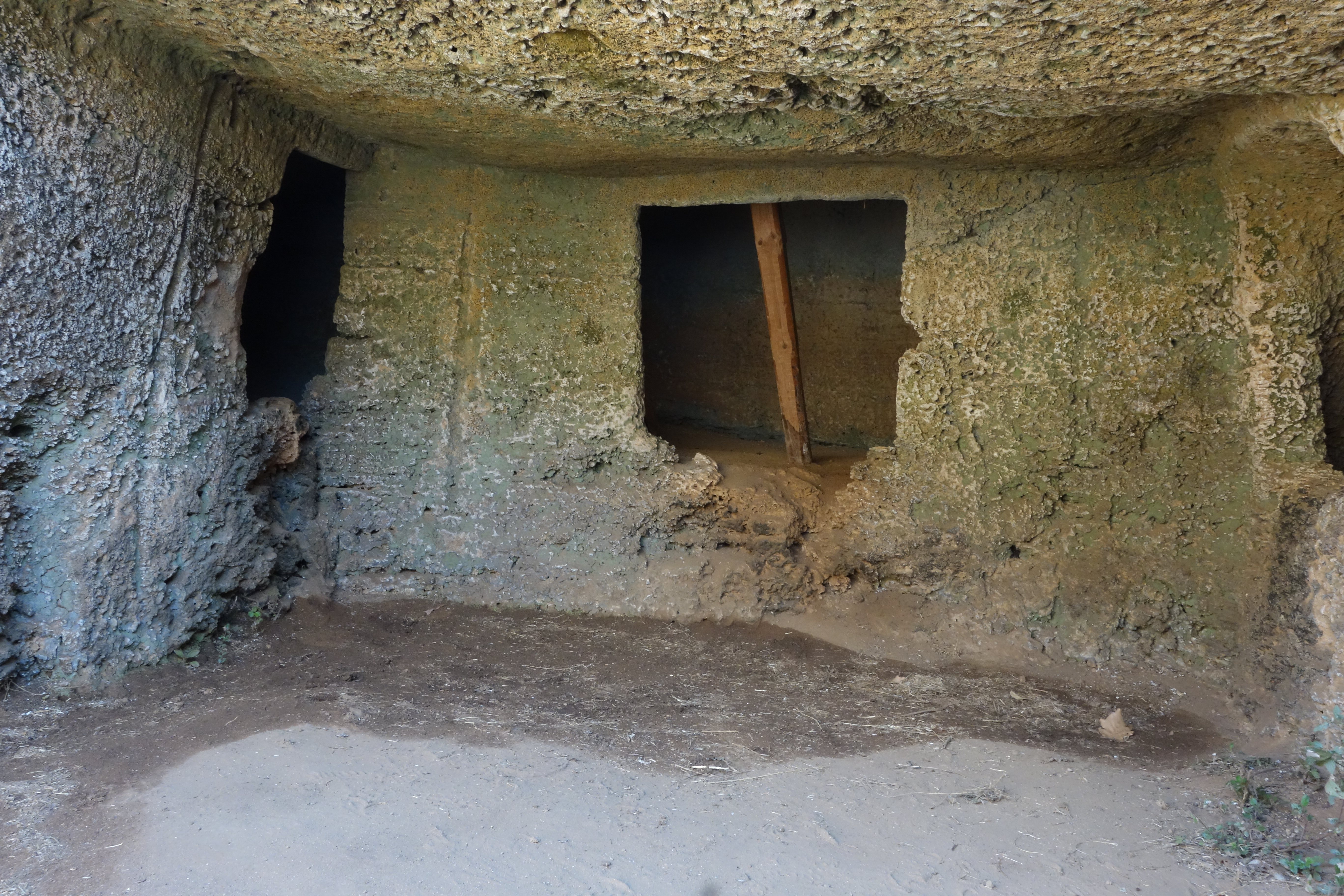
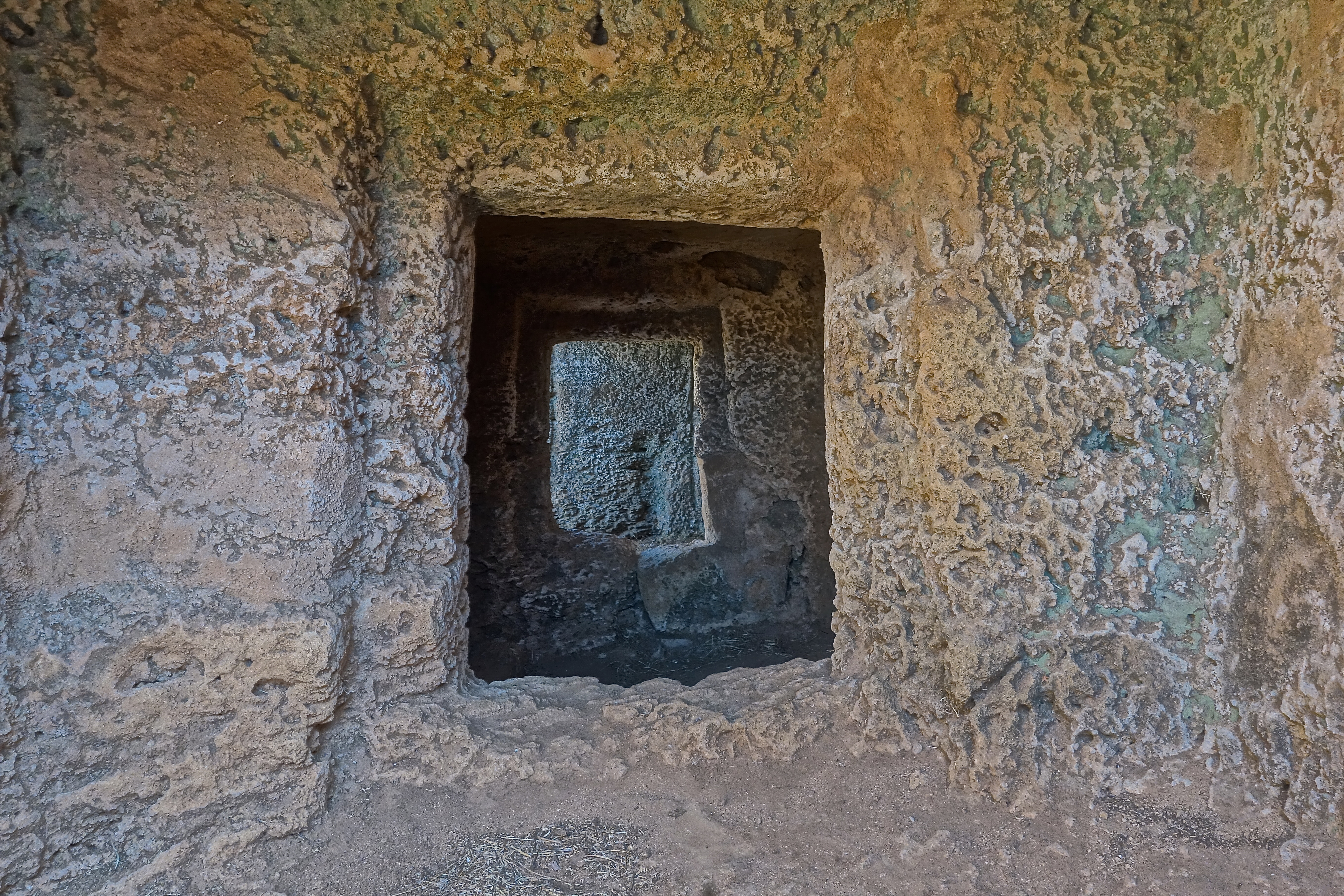
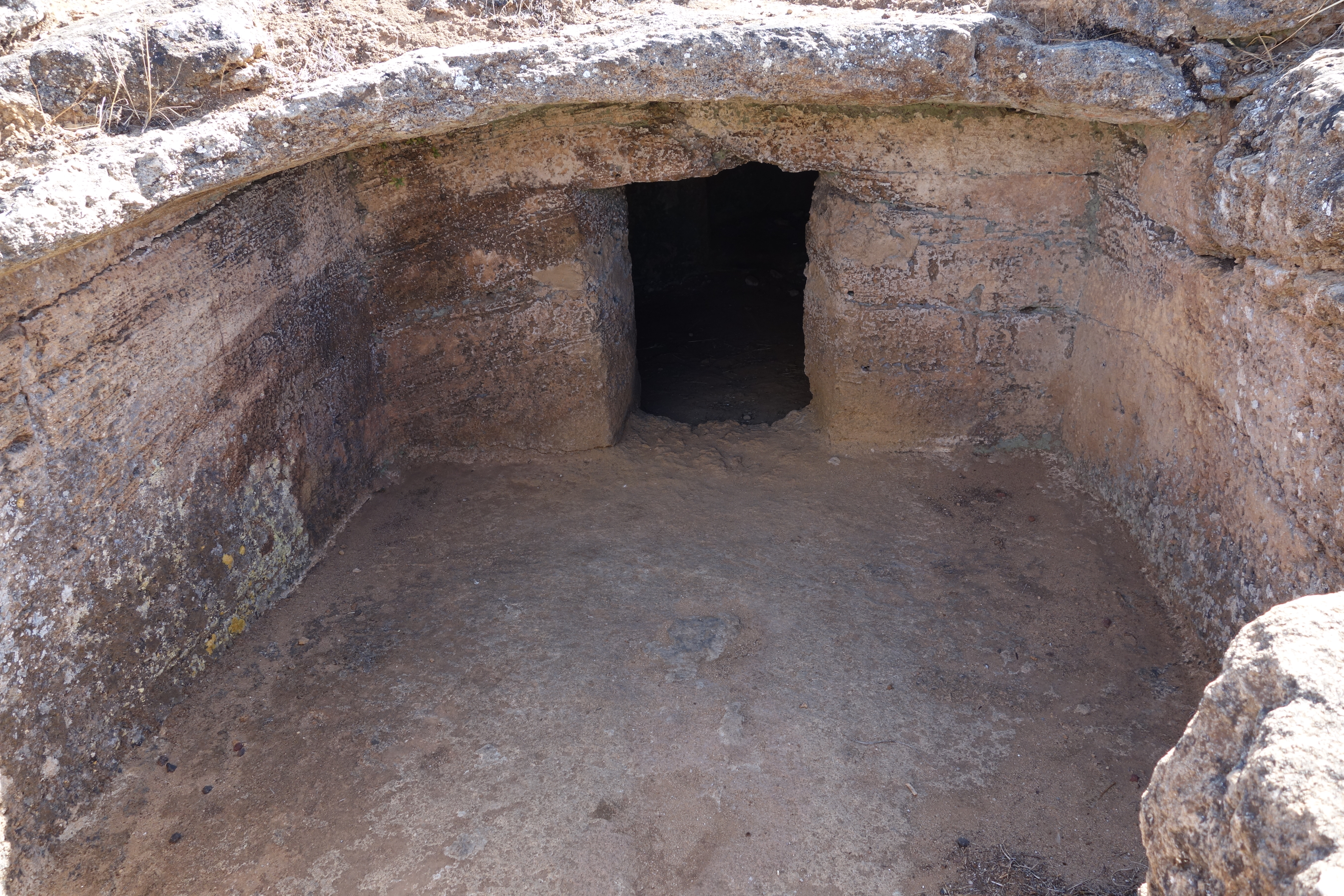
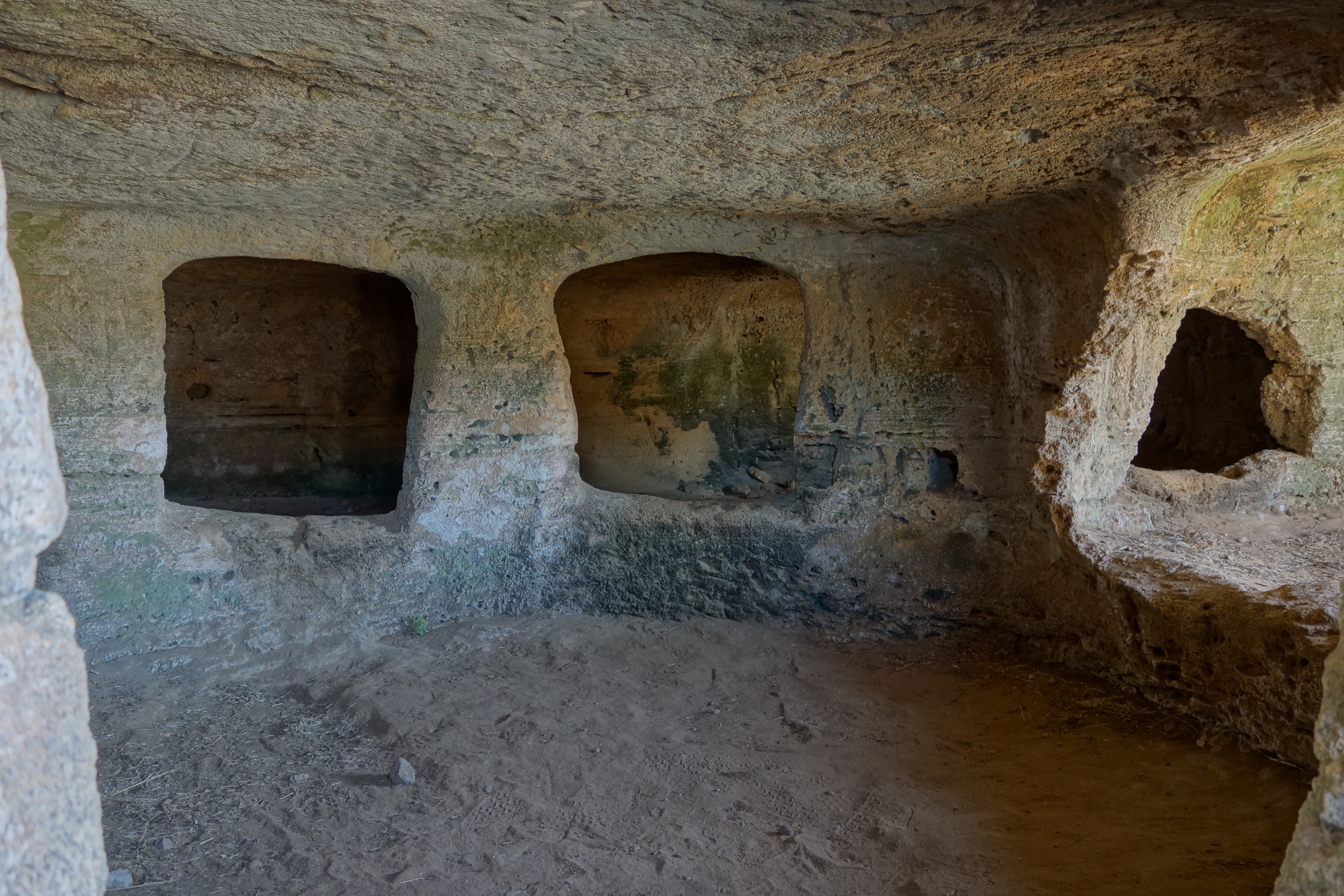
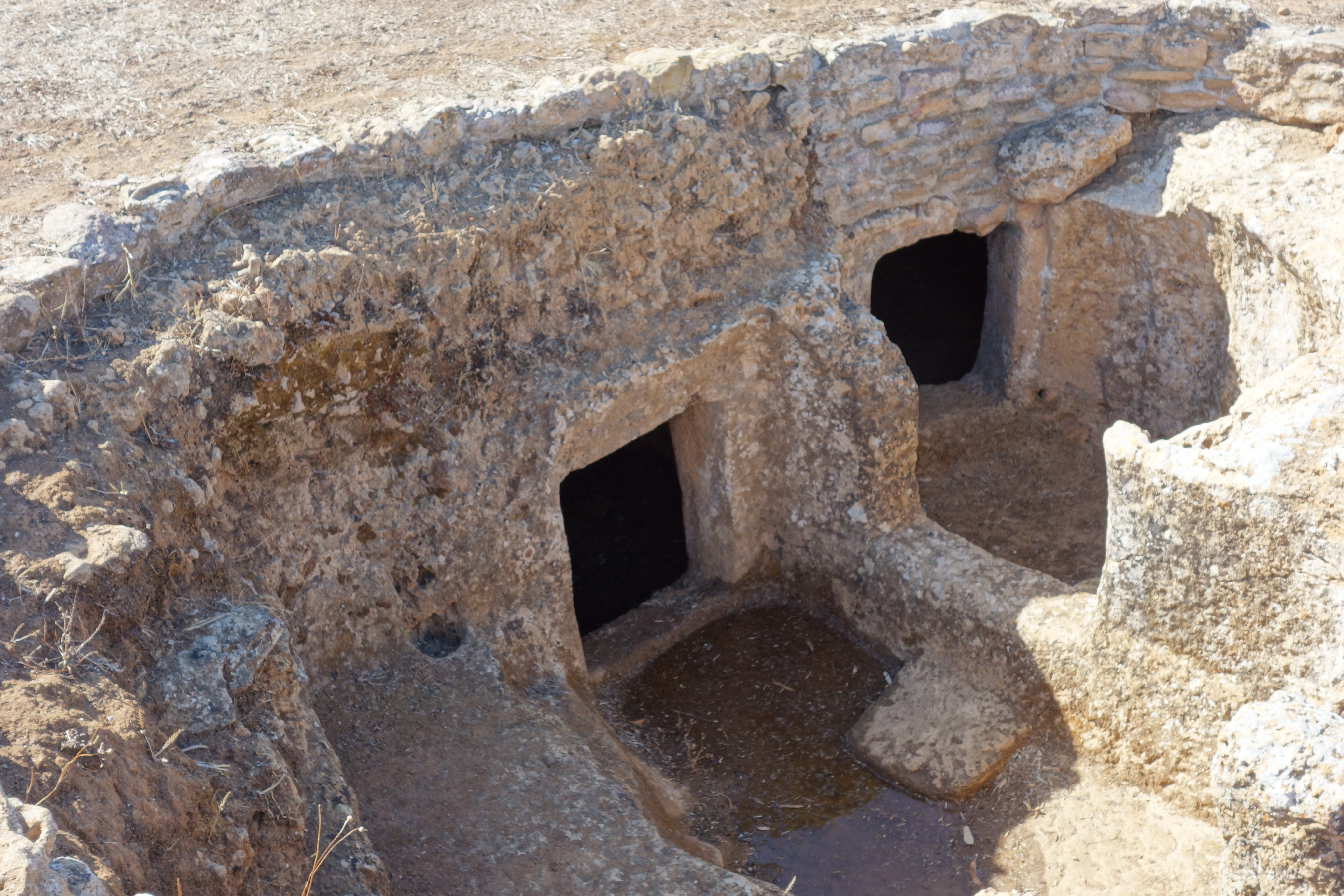
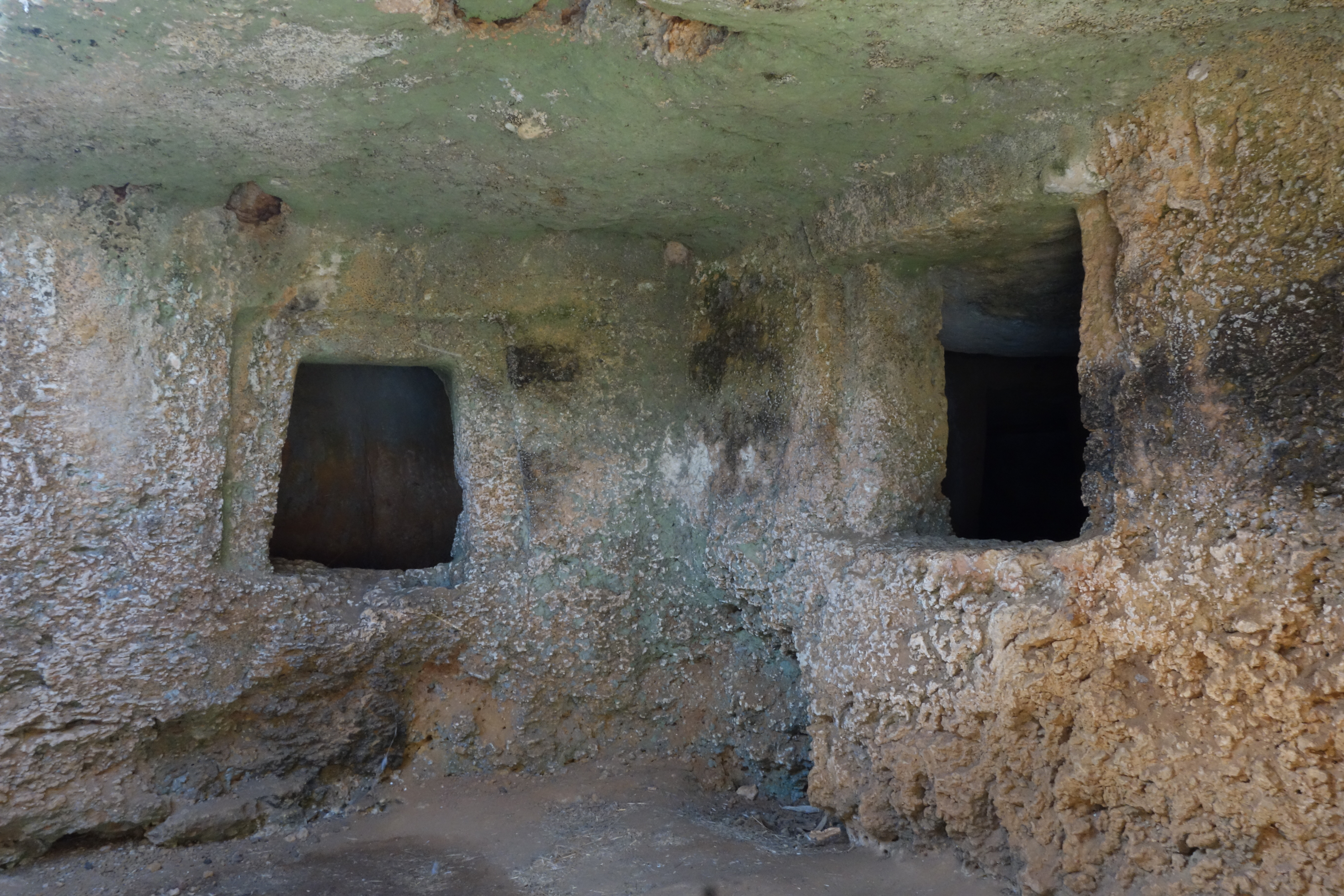
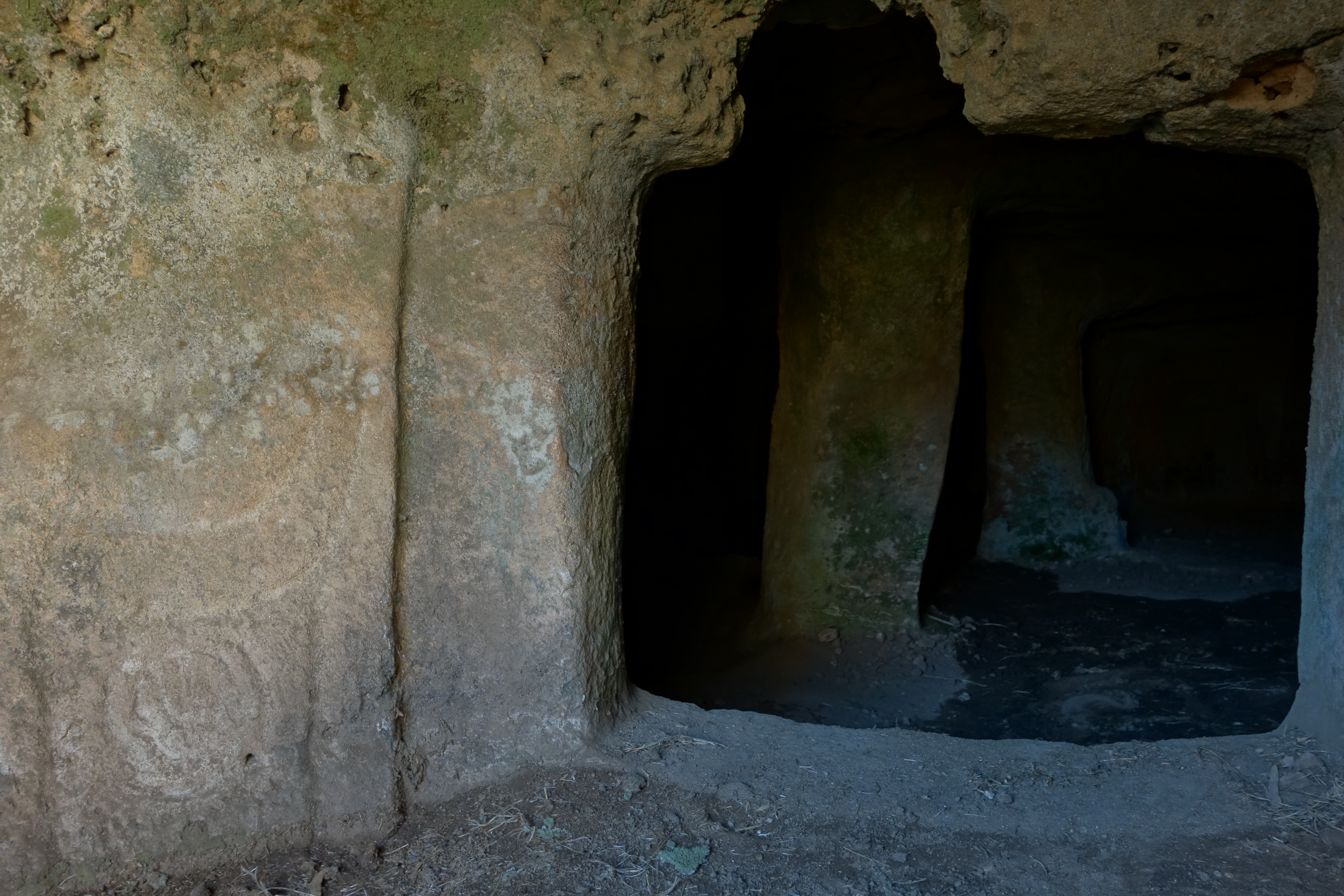